# Soter Stephen Ortynsky

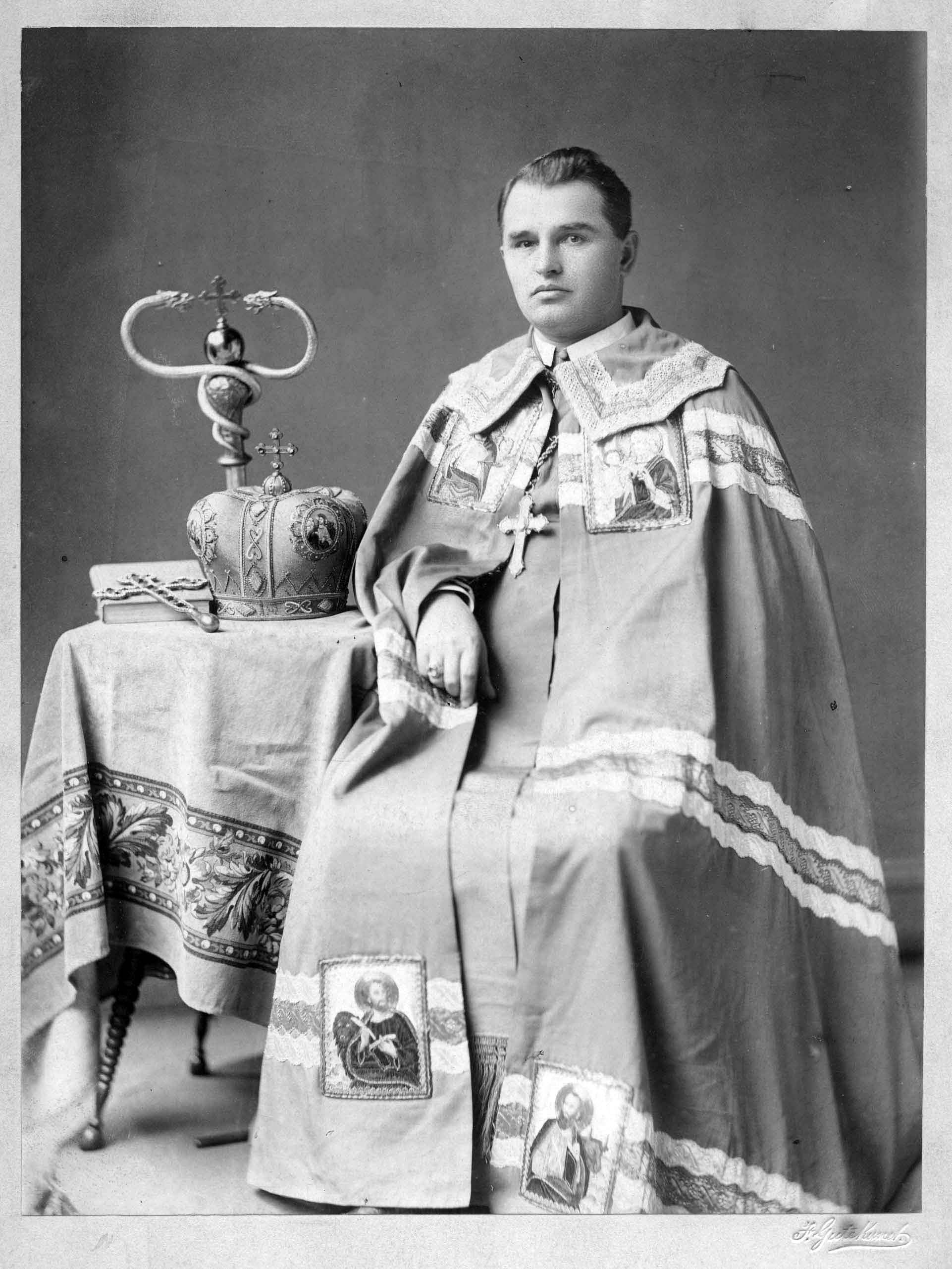
Bischof Soter Stephen Ortynsky (ca. 1913)

Soter Stephen Ortynsky de Labetz OSBM (ukrainisch Сотер Стефан Ортинський де Лабетц Soter Stefan Ortynskyj de Labetz; * 29. Januar 1866 in Ortynytschi, Bezirk Sambor, Galizien; † 24. März 1916 in Philadelphia, USA) war der erste ukrainische griechisch-katholische Bischof in den Vereinigten Staaten (spätere Erzeparchie Philadelphia).

## Leben
Stefan Ortynskyj (polnisch Ortyński) wurde als Sohn einer Adelsfamilie aus der polnischen Wappengemeinschaft Łabędź in Galizien geboren, das damals zum Kaisertum Österreich gehörte und im Westen der heutigen Ukraine liegt. Er trat 1884 dem griechisch-katholischen Mönchsorden der Basilianer des hl. Josaphat bei und nahm den Ordensnamen Soter an, Anfang 1889 legte er das Ordensgelübde ab. Er studierte Theologie und Philosophie an der Universität Krakau, wo er sich mit Andrej Scheptyzkyj, dem späteren Erzbischof von Lemberg, befreundete.  Am 18. Juli 1891, im 26. Lebensjahr, empfing er vom damaligen Lemberger Erzbischof Sylwester Sembratowytsch seine Priesterweihe. Im Basilianerkloster von Lawriw (bei Sambir) lehrte er zwei Jahre Theologie und wechselte dann ins Kloster von Lwiw. 1895 wurde er Vorsteher des wiedererrichteten Klosters Mychajliwka in Podolien, das er elf Jahre lang leitete.

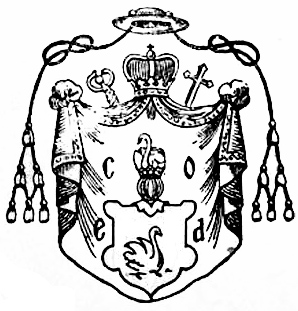
Ortynskys Bischofswappen

Infolge des in der österreichischen Verfassung von 1867 festgeschriebenen Rechts auf Auswanderung emigrierten rund eine halbe Million Katholiken des byzantinischen Ritus aus der Habsburgermonarchie nach Amerika, sodass die ersten griechisch-katholischen Gemeinden in den USA entstanden. Als Betreuer dieser Gemeinden ernannte Pius X. den 41-jährigen Ortynsky am 28. Februar 1907 zum Bischof. Mangels eigener Diözese war er zunächst Titularbischof von Daulia und als Vikar den jeweils örtlich zuständigen Diözesanbischöfen der Lateinischen Kirche beigeordnet. Die feierliche Bischofsweihe fand am 12. Mai 1907 in der Lemberger Sankt-Georgs-Kathedrale durch den Erzbischof Andrej Scheptyzkyj statt. Ortynsky war damit der erste griechisch-katholische Bischof in den Vereinigten Staaten. Ende August 1907 erreichte er Amerika, im November desselben Jahres nahm er seinen Wohn- und Amtssitz in Philadelphia. Nach mehreren Provisorien erwarb er von der Episkopalkirche die St Jude’s Church im Norden der Stadt, die er 1910 unter dem Patrozinium der Unbefleckten Empfängnis Mariens zur ersten griechisch-katholischen Kathedrale Amerikas weihte.
Durch das apostolische Schreiben Ea Semper von Papst Pius X. waren die Ostkatholiken in den USA in der Ausübung ihrer Traditionen deutlich eingeschränkt. Während in den östlichen Rituskirchen kein Pflichtzölibat besteht, Priesterehen sogar ausgesprochen üblich sind, durften keine verheirateten Priester in die Vereinigten Staaten entsandt oder verheiratete Männer dort zu Priestern geweiht werden. Dies verärgerte Vertreter der griechisch-katholischen Kirche, die sich durch die westliche Schwesterkirche bevormundet fühlten, und bedeutete für Ortynsky ständige Spannungen und Missverständnisse. Zudem gab es in der griechisch-katholischen Diaspora erhebliche Differenzen zwischen Gemeinden ukrainisch-galizischer und solchen karpaten-ruthenischer Herkunft (letztere stammten aus dem damaligen Königreich Ungarn, vor allem aus dem heutigen Transkarpatien und der Slowakei). Obwohl sich beide Gruppen als „ruthenische Kirche“ bezeichneten, waren sie aus verschiedenen Kirchenunionen in Ostmitteleuropa hervorgegangen. Der Bischof gründete in Philadelphia ein Kinderheim für bis zu 200 Waisenkinder unter der Obhut von Basilianer-Ordensschwestern aus Galizien. Im Jahr 1912 gründete er die Providence Association als brüderliche Hilfsgesellschaft ukrainischer Katholiken in den USA. Er plante außerdem die Gründung einer „Ruthenischen Bank“, der die US-Regierung bereits zugestimmt hatte, die nach Ortynskys Tod aber nicht mehr umgesetzt wurde.
Papst Pius X. errichtete 1913 ein Ordinariat mit eigener Jurisdiktion für die Katholiken des byzantinischen Ritus in Amerika, das somit aus der Hierarchie der Lateinischen Kirche herausgelöst wurde und unmittelbar dem Heiligen Stuhl unterstand. Diese Diözese leitete Bischof Soter Ortynsky seither, aus ihr ging später die Erzeparchie Philadelphia der Ukrainischen griechisch-katholischen Kirche hervor. Anschließend reiste er nach Europa, um sich im Rom beim Papst persönlich zu bedanken und den Metropoliten Andrej Scheptyzkyj in Lemberg sowie seine ruthenischen Amtsbrüder in Uschhorod und Prešov zu besuchen. In der Zeit des Ersten Weltkriegs neigte Ortynsky den Mittelmächten zu. Er sammelte in den USA umgerechnet 50.000 österreichische Kronen für die galizisch-bukowinischen Flüchtlinge in Österreich. Am 1915 abgehaltenen ersten Kongress ukrainischer Emigrantenorganisationen, dem „Ukrainischen Sojm in Amerika“, auf dem die staatliche Unabhängigkeit der Ukraine gefordert wurde, beteiligten er und seine Kirche sich nicht.
Infolge einer Lungenentzündung starb Soter Stephen Ortynsky de Labetz im Alter von 50 Jahren in Philadelphia. Dort wurde er in der Kathedrale der Unbefleckten Empfängnis beigesetzt. Die von seiner Familie gewünschte Überführung der Leiche in die galizische Heimat war unter den Umständen des Weltkriegs unmöglich. Die Leitung seines Ordinariats blieb danach zunächst vakant, bis Constantine Bohachevsky 1924 zum Bischof und Apostolischen Exarchen der ukrainischen Katholiken des byzantinischen Ritus in den Vereinigten Staaten ernannt wurde. Zugleich richtete Papst Pius XI. ein separates Exarchat für die Ostkatholiken karpaten-ruthenischer Herkunft ein.